# 王道正
王道正（1563年—？），字惟德，號思泉，府軍左衛籍，山東濟南府霑化縣人，明朝政治人物。

## 生平
萬曆十三年（1585年）乙酉科順天鄉試一百二十二名，萬曆十四年（1586年）丙戌科會試三百三十六名，登三甲第一百五十四名。都察院观政，改翰林院庶吉士。十六年十月授广西道御史，十七年九月升河南按察司佥事，二十考察降用，二十一年降山西解州知州，二十三年升南户部员外郎，歷官南京户部郎中，二十七年升歸德府知府，二十九年考察不及降用，三十一年降两淮運判，三十二年升本司運使，三十三年二月考察闲住。

## 家族
曾祖王宣；祖父王欽；父王經。前母戴氏；母胡氏。永感下。弟道和、道弘。